# Torre Zhongyuan
Zhongyuan Tower es una torre de acero de 388 m de altura situada en Zhengzhou, Henan, China. Su construcción finalizó en febrero de 2011. Es usada como torre de telecomunicaciones y de observación. Además, contiene un restaurante giratorio con capacidad para doscientas personas. Es una de las veinte torres más altas del mundo, y fue la torre de acero más alta del mundo hasta la construcción del Tokyo Skytree.

## Descripción
La torre se compone de un núcleo central rodeado por elementos tubulares que crean una estructura hiperboloide. La construcción de la torre fue parte del gran proyecto urbano de Zhengdong New Area, con la participación del arquitecto japonés Kishō Kurokawa. La plataforma de observación de la torre es amorfa, compuesta por varias formas cónicas diferentes, que forman las plataformas acristaladas. El cristal es interrumpido por franjas doradas de la fachada. En la tercera y cuarta planta de observación está el cuadro panorámico más grande del mundo, reconocido por el Libro Guinness de los récords, con 18 metros de altura, 164 metros de longitud y una superficie de 3012 m². Desde el techo de las plantas de observación se eleva directamente un mástil de celosía de acero, que alberga las antenas.
La torre está en una parcela de 141 acres y tiene una superficie de 58 000 m². Está diseñada para emitir hasta 36 canales de radio y televisión con un alcance de 120 km.

## Premios
La torre recibió el premio de ingeniería civil Zhan Tianyou de la Sociedad de Ingenieros Civiles de China en marzo de 2012.